# Corynesporopsis rionensis
Corynesporopsis rionensis är en svampart som beskrevs av Hol.-Jech. 1986. Corynesporopsis rionensis ingår i släktet Corynesporopsis, divisionen sporsäcksvampar och riket svampar.   Inga underarter finns listade i Catalogue of Life.